# Флаг Бостона
Флаг Бостона (англ. Flag of Boston) — один из официальных символов города Бостон.
Флаг представлен голубым полотном, с изображенной на нём печатью Бостона. Часто цвет полотна бывает более темного синего цвета или может быть бирюзовым.
Флаг был впервые представлен в 1913 году, но официально был утверждён только в 1917.